# Airco DH.1
L'Airco DH.1 era un biplà militar que seguia el patró de Farman, utilitzat per la Royal Flying Corps de Gran Bretanya durant Primera Guerra Mundial. Quan la planta motora va ser prou abundant, l'aeronau va quedar obsoleta per ser utilitzada operacionalment, i a part d'unes quantes unitats enviades a l'Orient Mitjà, es va fer servir sobretot com a entrenador i caça defensiu.

## Disseny i desenvolupament
Geoffrey de Havilland era un dels dissenyadors pioners a la Royal Aircraft Factory i va ser parcialment o completament responsable de la majoria dels dissenys de pre-guerra. Quan va deixar el seu lloc per esdevenir dissenyador en cap a The Aircraft Manufacturing Company Limited (Airco) l'any 1914, els seus primers dissenys tenien força reminiscències del F.E.2, un dels últims dissenys en els quals va treballar a la Royal Aircraft Factory.
Com el F.E.2, el DH.1 tenia una configuració propulsora, acomodant el pilot i l'observador en dos seients en tàndem en la cabina al morro de l'aparell. L'espai de l'observador es trobava lleugerament per sota del del pilot i estava equipat amb una metralladora. Les ales estaven cobertes de tela, com era habitual, no esglaonades i amb un disseny amb la mateixa envergadura en les dues ales, mentre que l'empenatge es trobava al llarg de dos marcs oberts. El model, igual que el F.E.2b, va ser dissenyat pel motor refrigerat per aigua Beardmore de 120 hp. De qualsevol forma, tots els motors Beardmore, van ser requerit per la construcció del F.E.2b i el R.E.5, i va haver de ser substituït pel motor Renault de 70 hp i V8 refrigerat per aire.
El gener de 1915 Geoffrey de Havilland va pilotar el prototipus de D.H.1 en el seu primer vol a Hendon. Tot i que el motor Renault no tenia prou potència, l'actuació era encara raonable i es va fer una comanda inicial de 49 unitats del model. Airco ja estava dissenyant i construint una altra aeronau, així que la producció del DH.1 va ser empresa pe Savages Limited, de King Lynn, que anteriorment fabricava equipament per atraccions. Aquesta aeronau va utilitzar una suspensió de cordó de goma més senzilla, i incorporava una cabina amb braçola redissenyada per millorar el camp de foc de la metralladora de l'observador. La producció va ser molt lenta inicialment, i només cinc unitats van arribar al Royal Flying Corps a finals de 1915.

## Especificacions (DH.1)

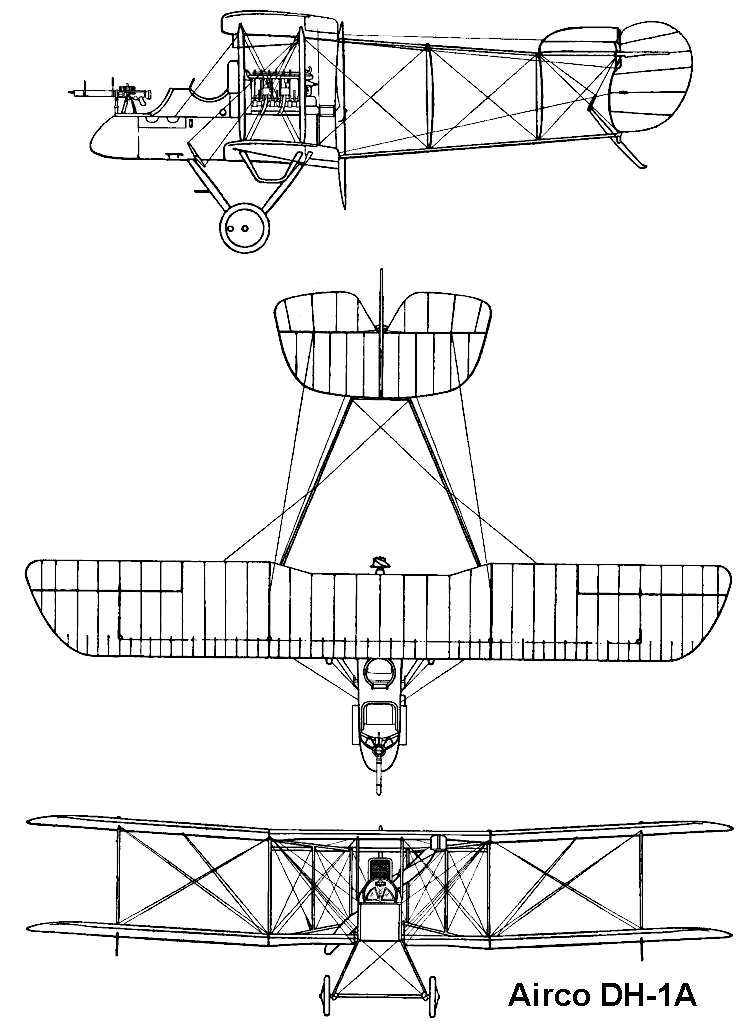

## Variants
DH.1
Prototipus i aeronaus de primera producció amb motor Renault de 70 h.p.
DH.1A
Unes 70 unitats de producció amb el motor Beardmore de 120 h.p. pel que, inicialment havia estat dissenyat.